# لحسن سوفي
لحسن سوفي ، المولود في ولاية تلمسان ، سياسي جزائري .

## وظائف
وظائفها الرئيسية هي :
1. والي من تمنراست (  1975  1979 ).
2. وزير العدل ( حكومة عبد الغني I )  1979  1980 ).

### مقالات ذات صلة
- طيب بلعيز